# 알렉산다르 보이노비치
알렉산다르 보이노비치(세르비아어: Aleksandar Vojnović, 보스니아어: Aleksandar Vojnović,, 크로아티아어: Aleksandar Vojnović, 1996년 10월 3일~)는 보스니아 헤르체고비나의 축구 선수이다.

## 참고 문헌
- “KFA 통합경기정보 시스템”. 대한축구협회.
- “K리그 데이터 포털”. 한국프로축구연맹.
- “알렉산다르 보이노비치”. 《트랜스퍼마크트》.
- “알렉산다르 보이노비치”. 《화성 FC》. 화성에프씨.